# Casiano Céspedes
Casiano Céspedes (* 1924; † unbekannt) war ein paraguayischer Fußballspieler, der mit der Nationalmannschaft seines Heimatlandes zweimal an der Südamerikameisterschaft und an der Fußball-Weltmeisterschaft 1950 in Brasilien teilnahm.

## Karriere

### Verein
Leben und Karriere von Céspedes sind spärlich dokumentiert. Er spielte nachweislich zwischen 1945 und 1953 für den Club Olimpia aus Asunción und gewann mit diesem Klub zweimal die paraguayische Meisterschaft.

### Nationalmannschaft
Céspedes debütierte am 2. Dezember 1947 im Rahmen des Campeonato Sudamericano 1947 beim 0:6 gegen den späteren Sieger Argentinien in der paraguayischen Nationalmannschaft.
Wie zwei Jahre zuvor bestritt Céspedes beim Campeonato Sudamericano 1949 sämtliche paraguayischen Spiele des Turniers. Bei dem im Ligasystem ausgetragenen Wettbewerb unterlag Paraguay im Entscheidungsspiel um den Turniersieg gegen den brasilianischen Gastgeber mit 0:7.
Im folgenden Jahr wurde Céspedes in das Aufgebot für die Fußball-Weltmeisterschaft 1950 in Brasilien berufen, für die Paraguay wegen des Verzichts von Ecuador und Peru automatisch qualifiziert war. Nach einem 2:2 gegen Schweden und einer 0:2-Niederlage gegen Italien schied Paraguay als Gruppenletzter aus dem Turnier aus. Céspedes kam in beiden Spielen zum Einsatz. Das Spiel gegen Italien war zugleich sein letzter Einsatz in der Nationalmannschaft.

## Erfolge
- Paraguayischer Meister: 1947, 1948